# Сент-Мор-де-Турен
Сент-Мор-де-Туре́н (фр. Sainte-Maure-de-Touraine) — муніципалітет у Франції, у регіоні Центр — Долина Луари, департамент Ендр і Луара. Населення — 4144 особи (01.01.2021).
Муніципалітет розташований на відстані близько 240 км на південний захід від Парижа, 135 км на південний захід від Орлеана, 32 км на південь від Тура.

## Демографія
Динаміка населення (INSEE ):
Розподіл населення за віком та статтю (2006):
| Стать | Всього | До 15 років | 15-24 | 25-44 | 45-64 | 65-85 | Понад 85 |
| --- | ------ | ----------- | ----- | ----- | ----- | ----- | -------- |
| Чоловіки | 1934   | 353         | 166   | 484   | 479   | 378   | 74       |
| Жінки | 2063   | 281         | 162   | 404   | 539   | 490   | 187      |
| \| Статево-вікова піраміда \| Статево-вікова піраміда \| Статево-вікова піраміда \| \| ----------------------- \| ----------------------- \| ----------------------- \| \| Чоловіки \| Вік \| Жінки \| \| 74 \| 85 + \| 187 \| \| 92 \| 80-84 \| 102 \| \| 84 \| 75-79 \| 174 \| \| 107 \| 70-74 \| 111 \| \| 95 \| 65-69 \| 103 \| \| 119 \| 60-64 \| 142 \| \| 114 \| 55-59 \| 147 \| \| 119 \| 50-54 \| 127 \| \| 127 \| 45-49 \| 123 \| \| 115 \| 40-44 \| 107 \| \| 159 \| 35-39 \| 107 \| \| 99 \| 30-34 \| 67 \| \| 111 \| 25-29 \| 123 \| \| 83 \| 20-24 \| 83 \| \| 83 \| 15-20 \| 79 \| \| 135 \| 10-14 \| 103 \| \| 103 \| 5-9 \| 95 \| \| 115 \| 0-4 \| 83 \| |        |             |       |       |       |       |          |
| Статево-вікова піраміда |        |             |       |       |       |       |          |
| Чоловіки | Вік    | Жінки       |       |       |       |       |          |
| 74 | 85 +   | 187         |       |       |       |       |          |
| 92 | 80-84  | 102         |       |       |       |       |          |
| 84 | 75-79  | 174         |       |       |       |       |          |
| 107 | 70-74  | 111         |       |       |       |       |          |
| 95 | 65-69  | 103         |       |       |       |       |          |
| 119 | 60-64  | 142         |       |       |       |       |          |
| 114 | 55-59  | 147         |       |       |       |       |          |
| 119 | 50-54  | 127         |       |       |       |       |          |
| 127 | 45-49  | 123         |       |       |       |       |          |
| 115 | 40-44  | 107         |       |       |       |       |          |
| 159 | 35-39  | 107         |       |       |       |       |          |
| 99 | 30-34  | 67          |       |       |       |       |          |
| 111 | 25-29  | 123         |       |       |       |       |          |
| 83 | 20-24  | 83          |       |       |       |       |          |
| 83 | 15-20  | 79          |       |       |       |       |          |
| 135 | 10-14  | 103         |       |       |       |       |          |
| 103 | 5-9    | 95          |       |       |       |       |          |
| 115 | 0-4    | 83          |       |       |       |       |          |

## Економіка
2010 року серед 2344 осіб працездатного віку (15—64 років) 1705 були активними, 639 — неактивними (показник активності 72,7%, у 1999 році було 72,4%). З 1705 активних мешканців працювало 1538 осіб (813 чоловіків та 725 жінок), безробітними було 167 (72 чоловіки та 95 жінок). Серед 639 неактивних 157 осіб було учнями чи студентами, 293 — пенсіонерами, 189 були неактивними з інших причин.

У 2010 році в муніципалітеті числилось 1792 оподатковані домогосподарства, у яких проживали 3961,5 особи, медіана доходів виносила 16 955 євро на одного особоспоживача
В Сент-Мор-де-Турені виробляється однойменний козячий сир.

## Галерея зображень

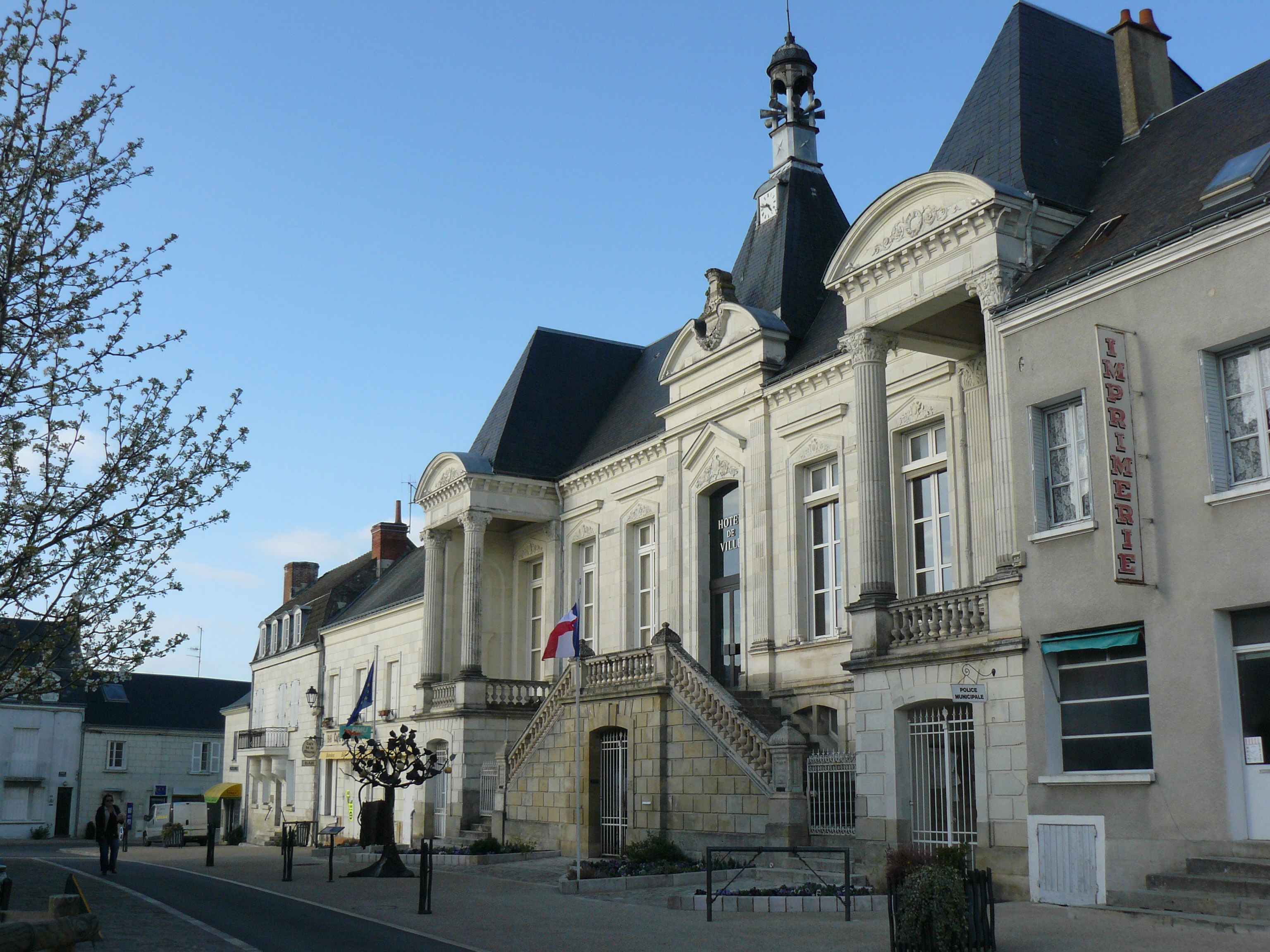
Мерія
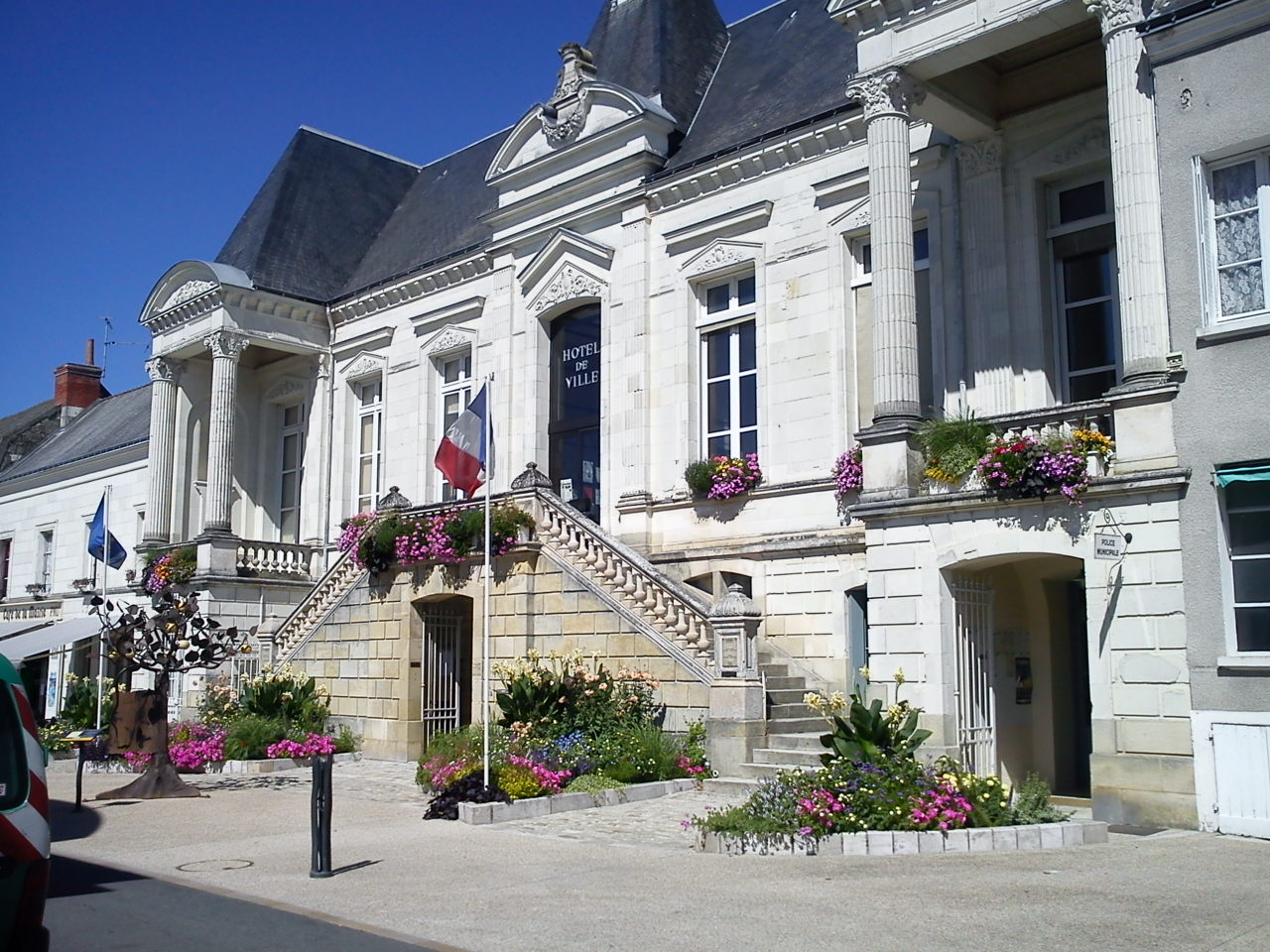
Мерія
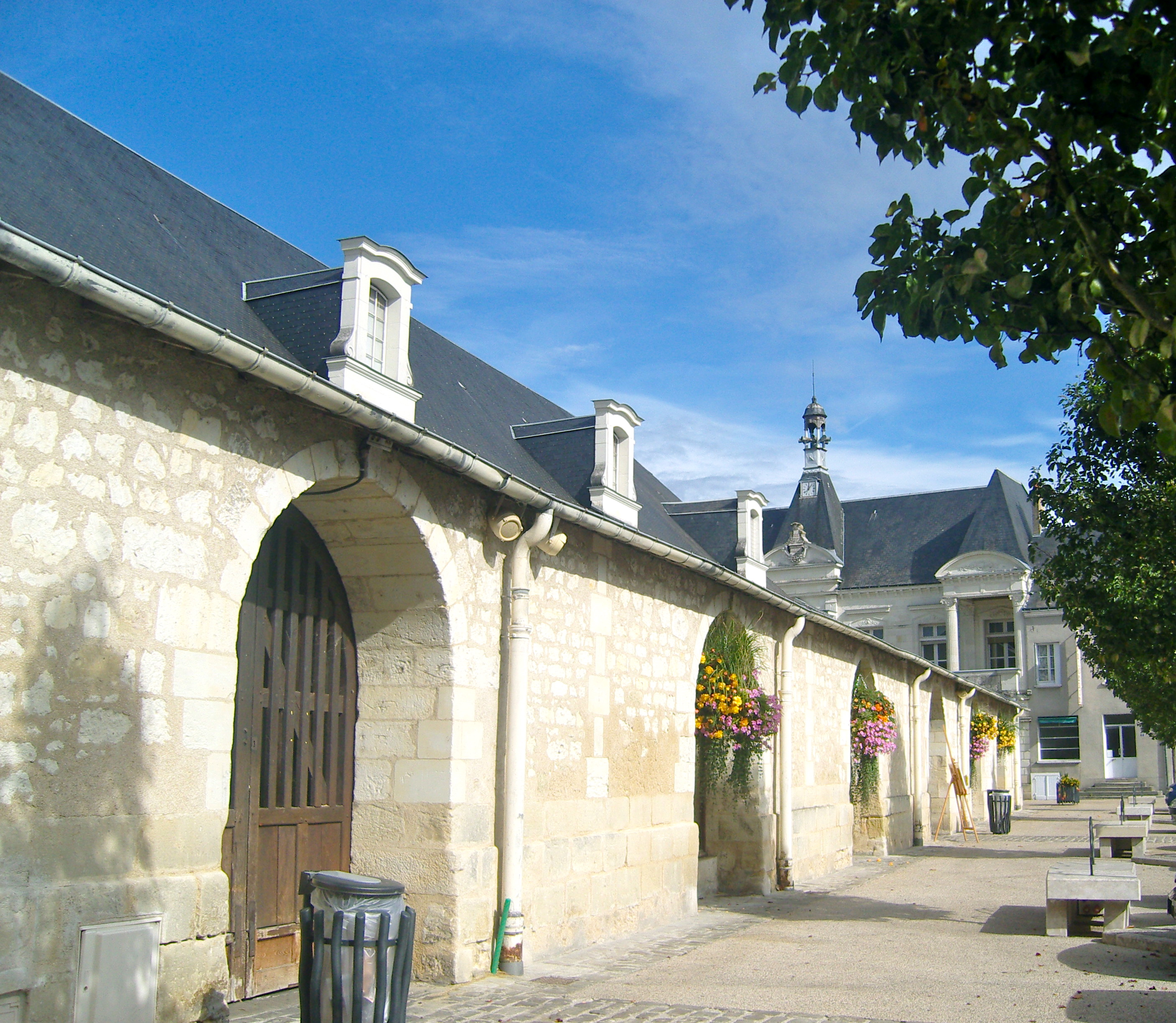
Вулиця напроти мерії
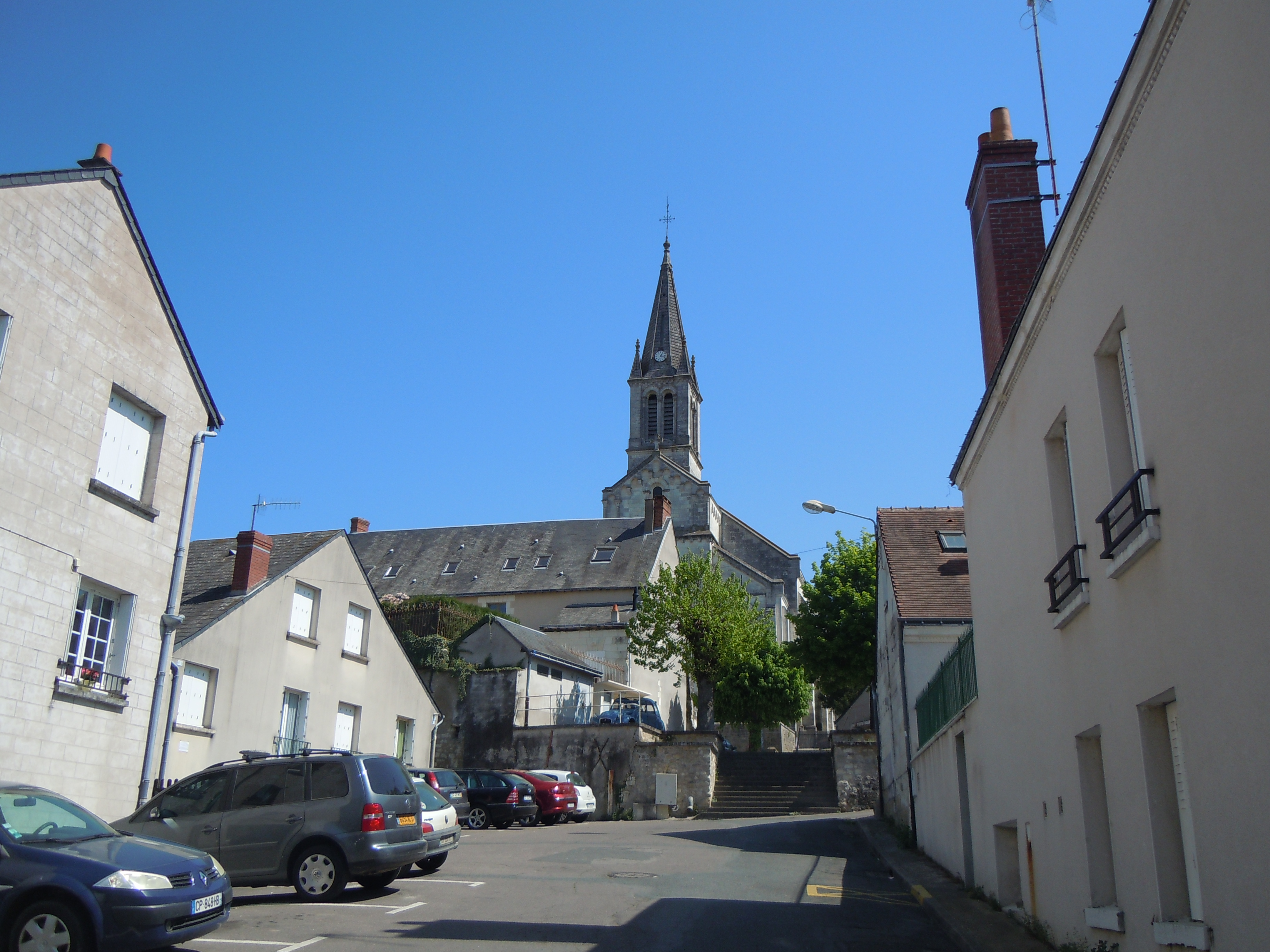
Rue de l'église
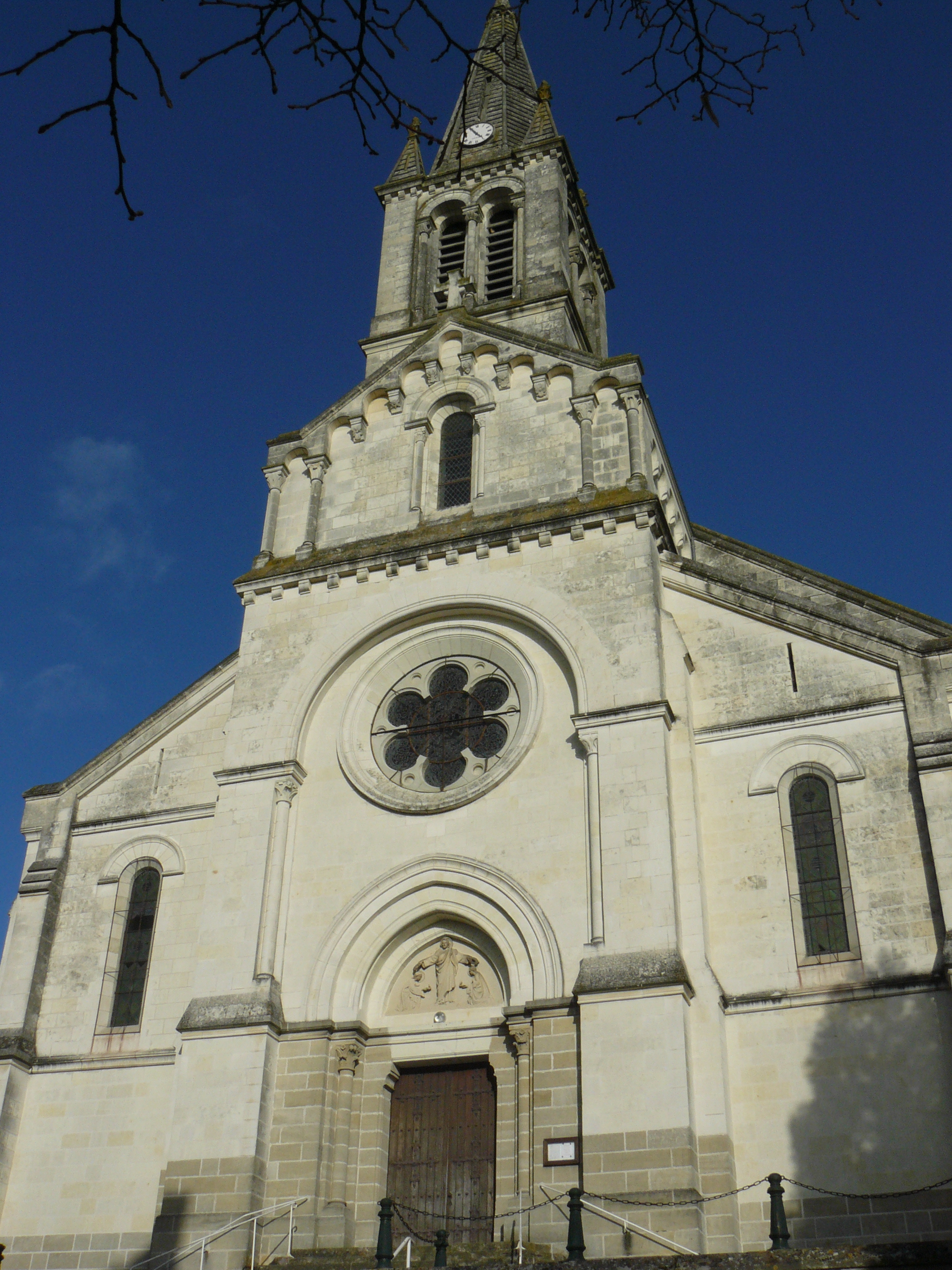
Церква Сент-Мор-де-Турен
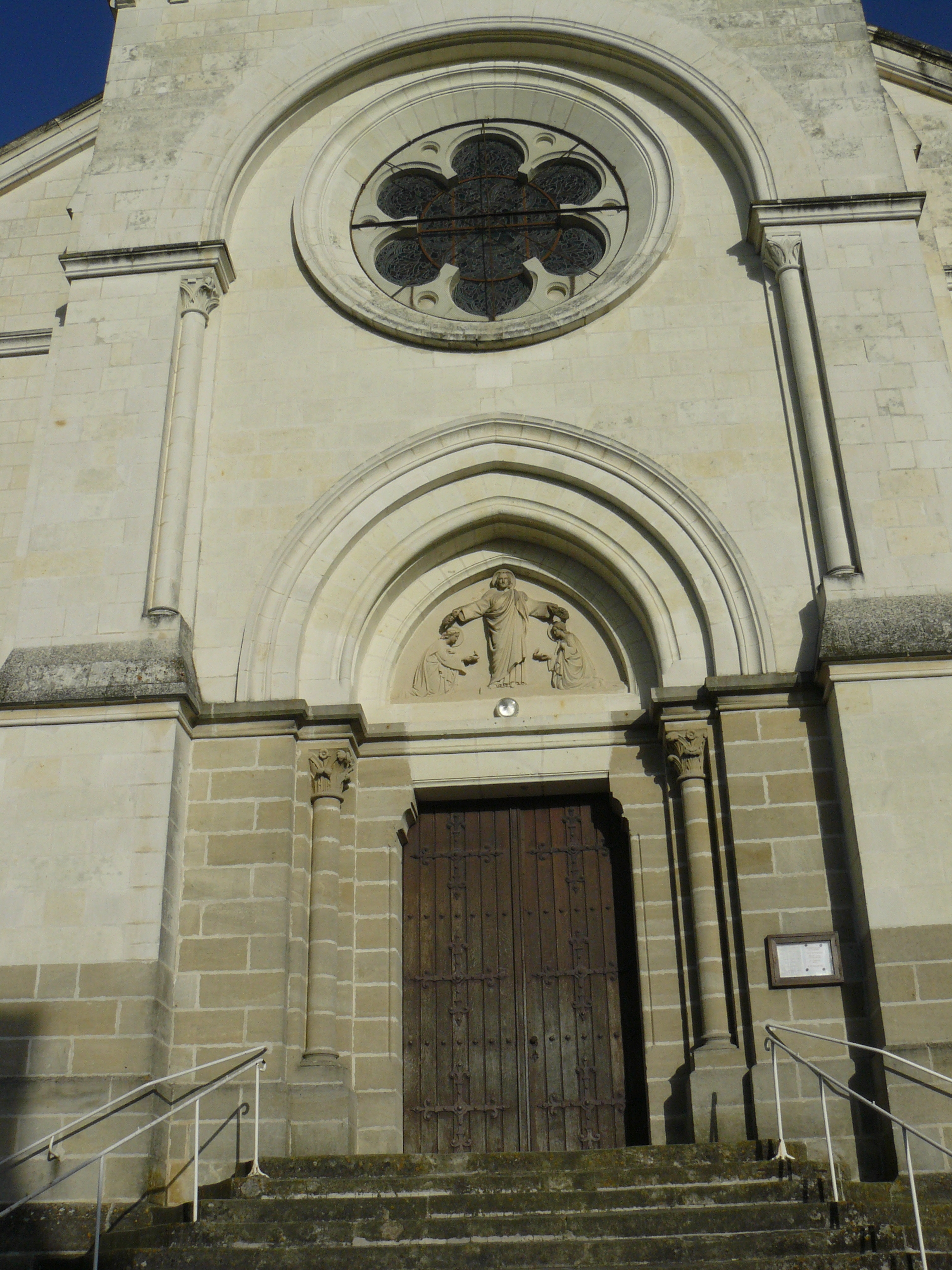
Церква Сент-Мор-де-Турен
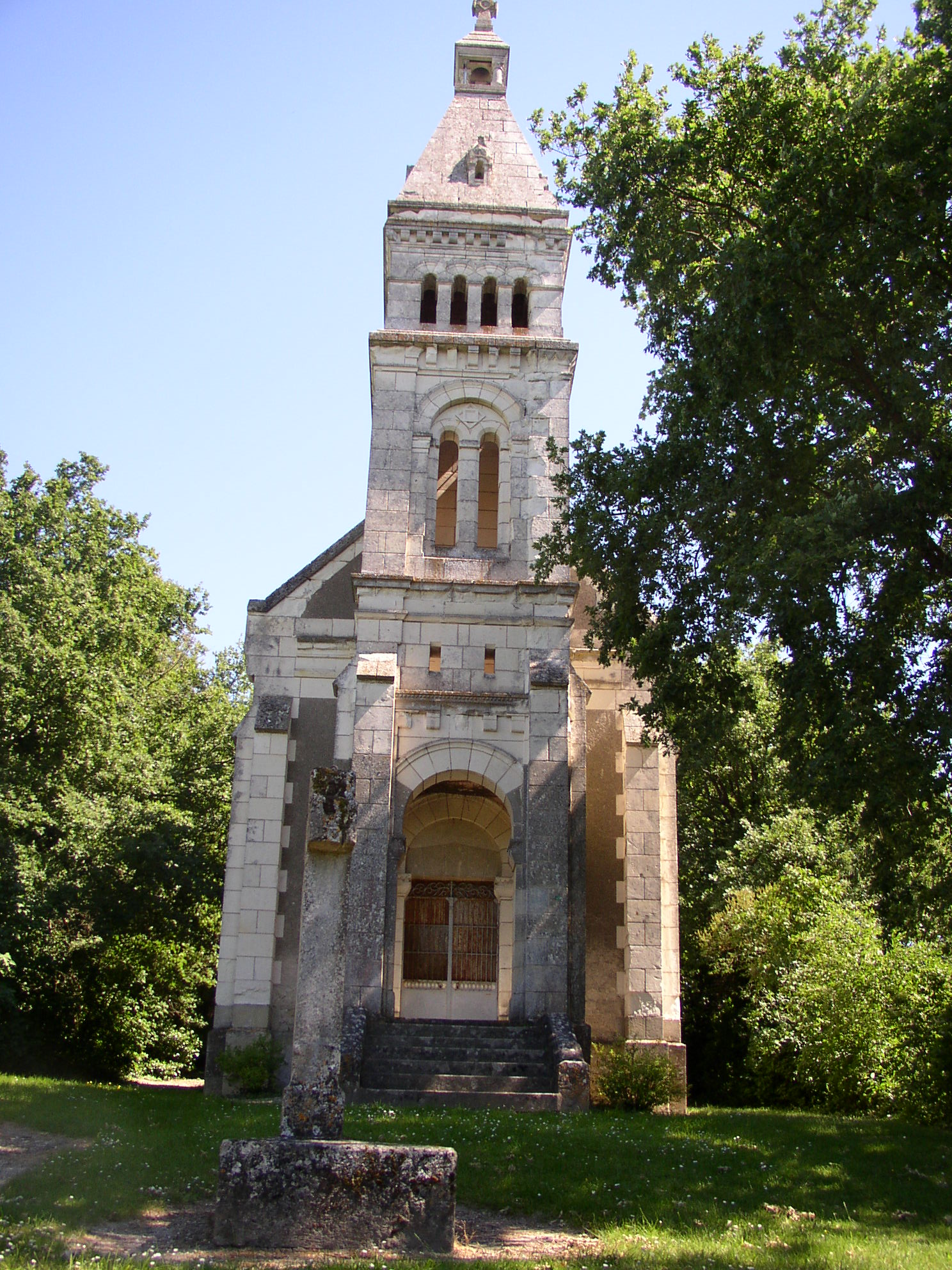
Каплиця Божої Матері
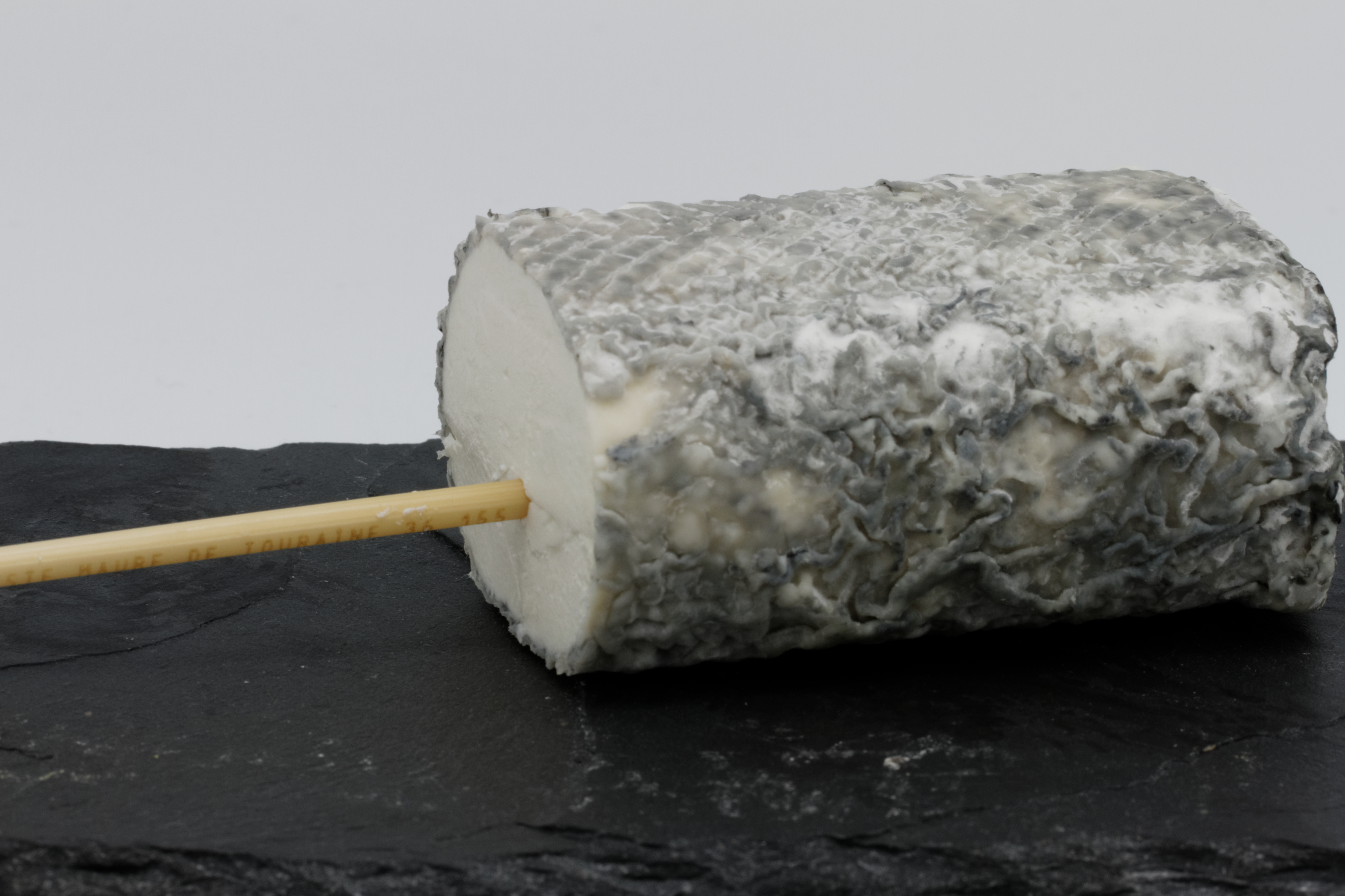
Сир Сент-Мор-де-Турен, розрізаний навпіл
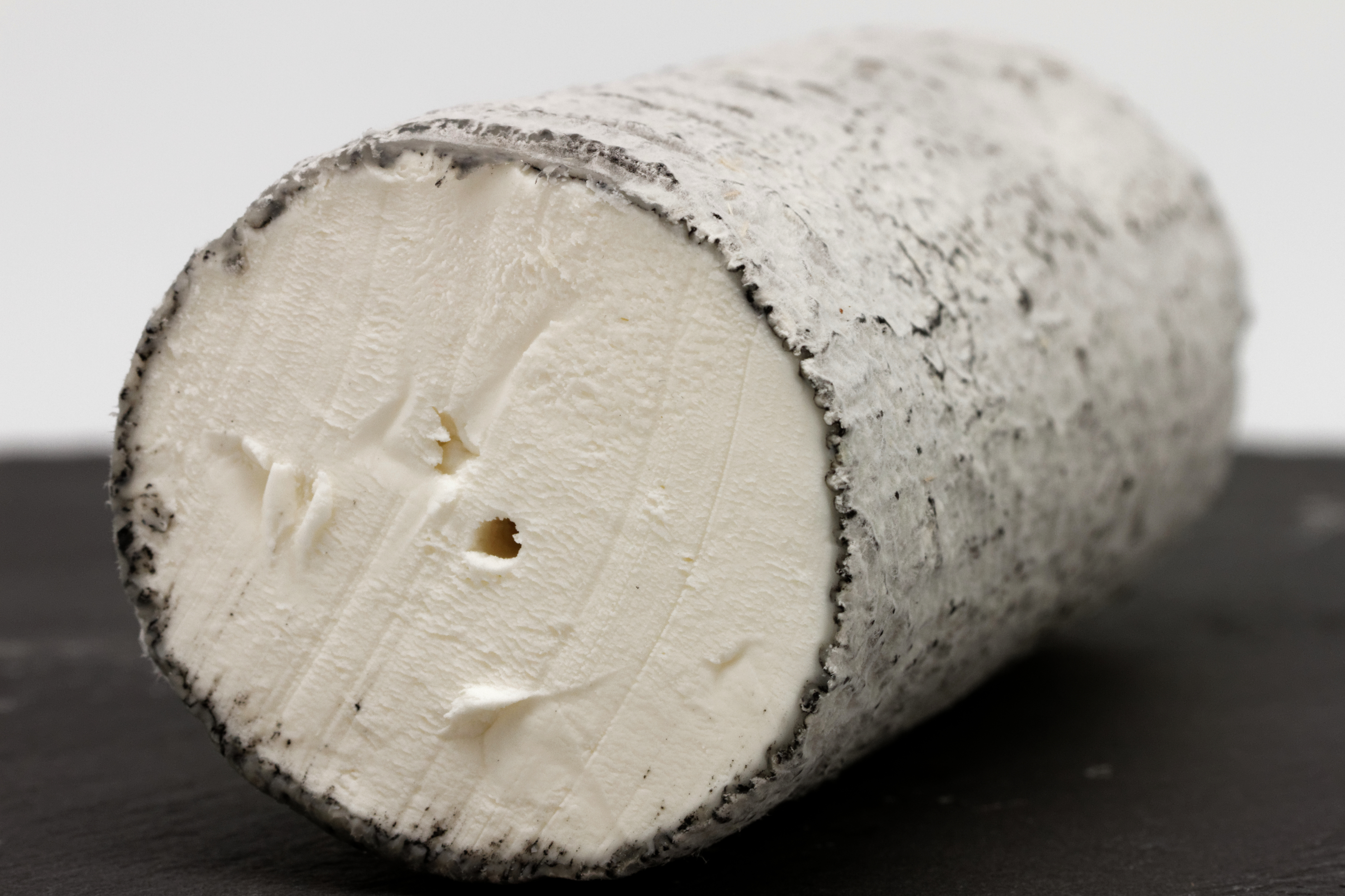
Блок місцевого сиру з витягнутою соломинкою

Деякі види флори і фауни ZNIEFF «Долина Кортіно»
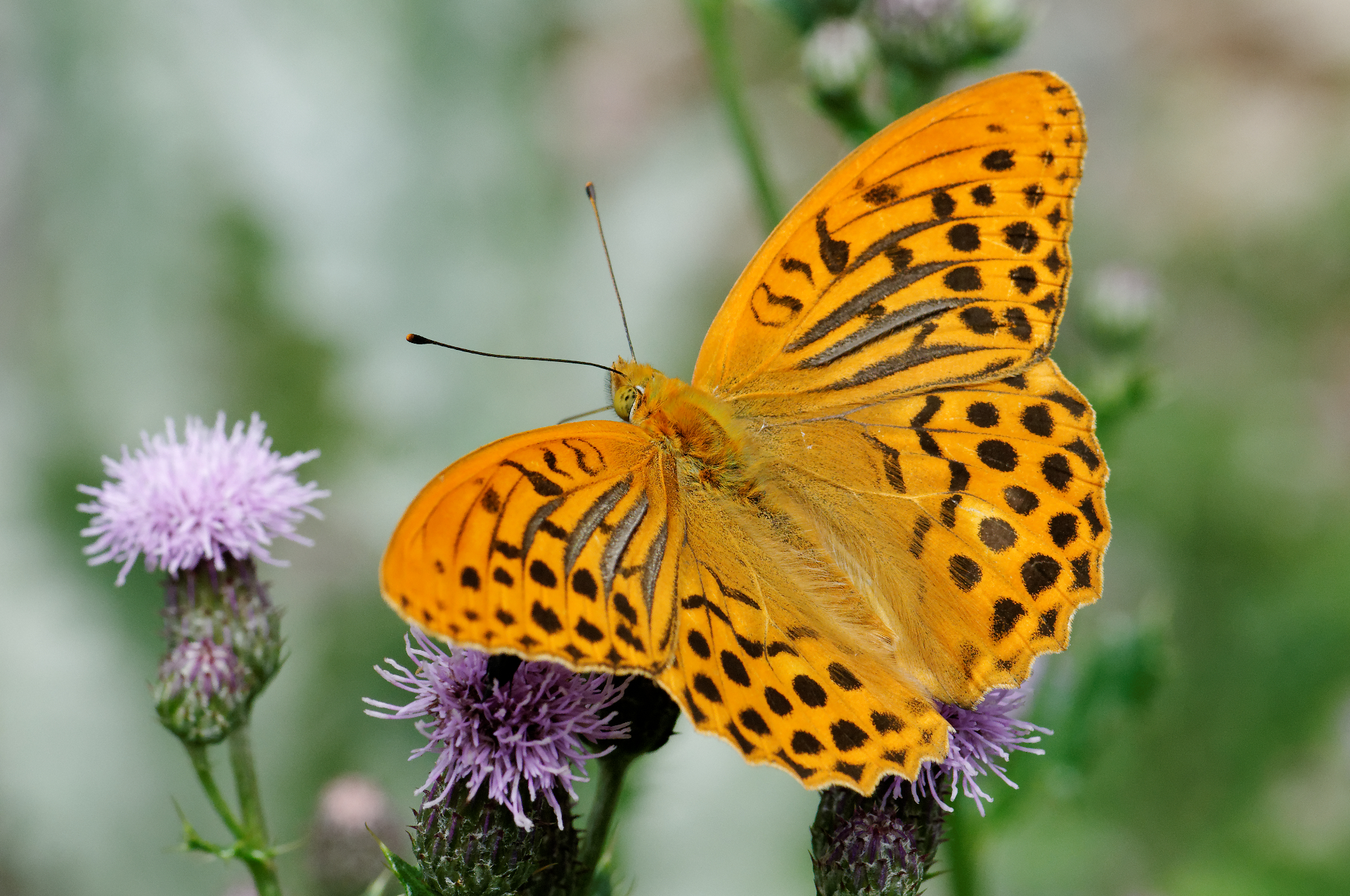
Метелик Argynnis paphia
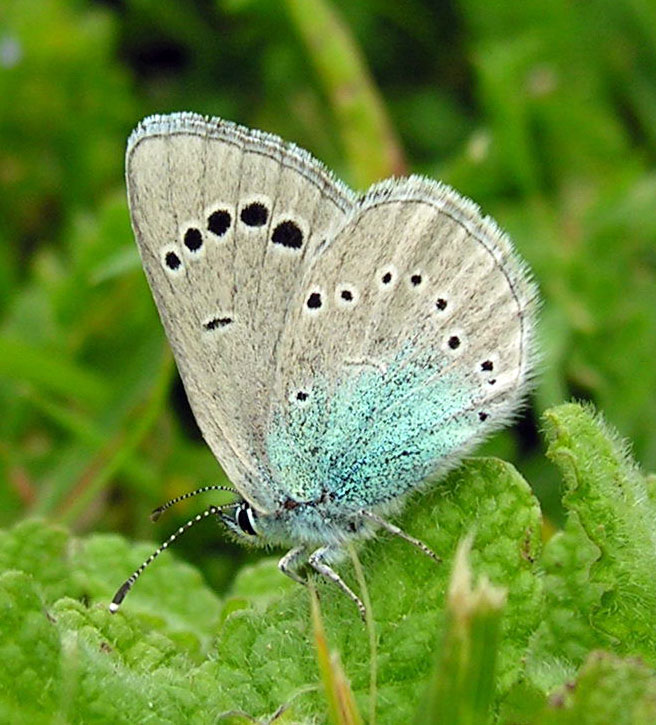
Метелик Glaucopsyche alexis
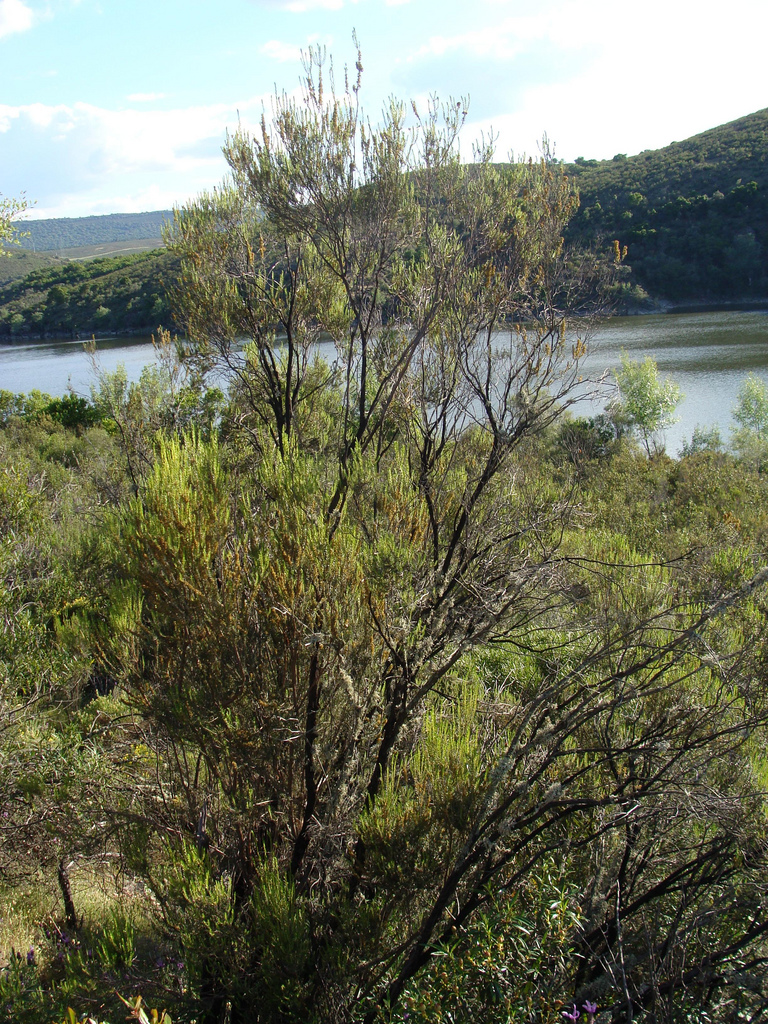
Erica scoparia
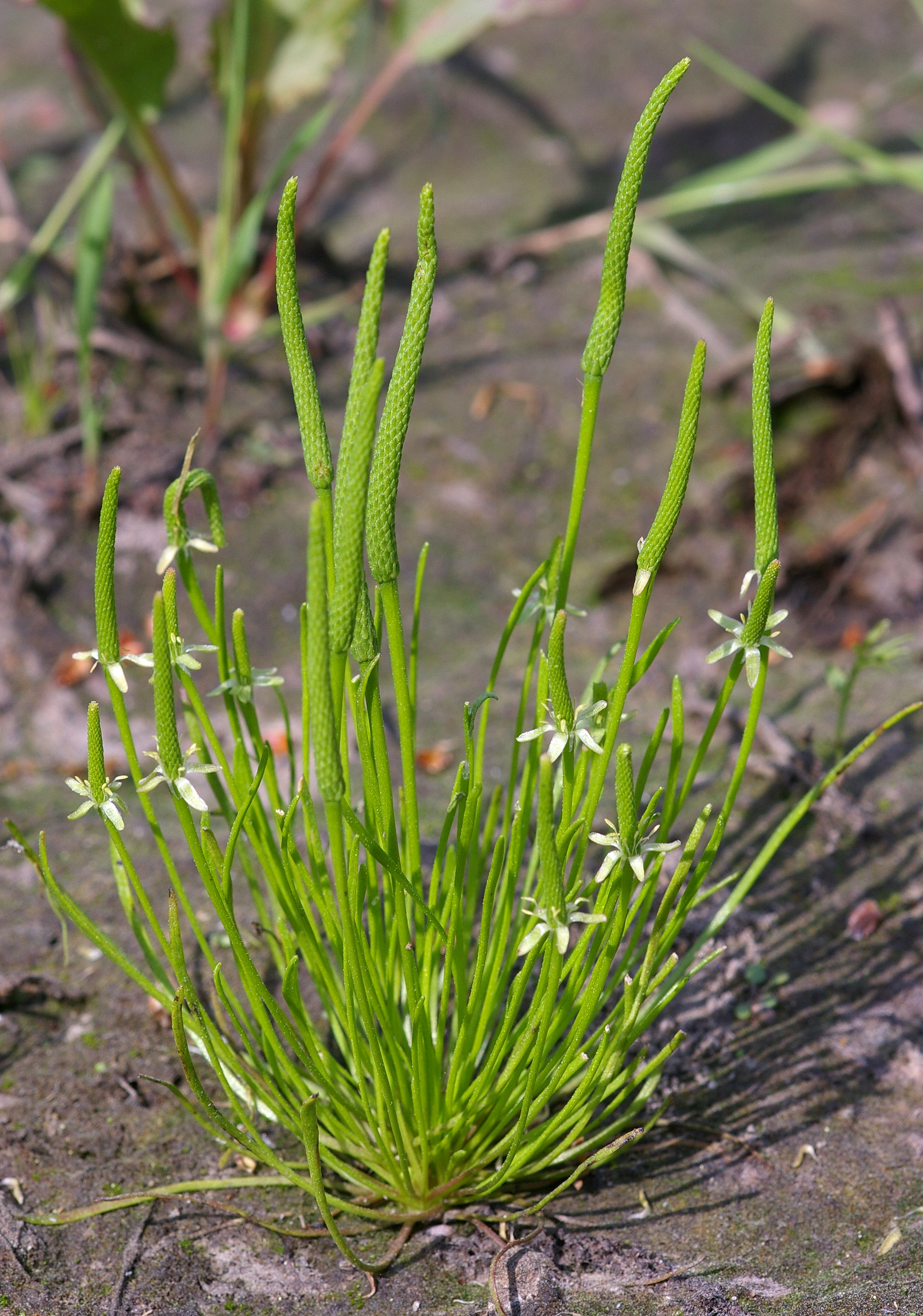
Мишачий хвіст малий (Myosurus minimus)
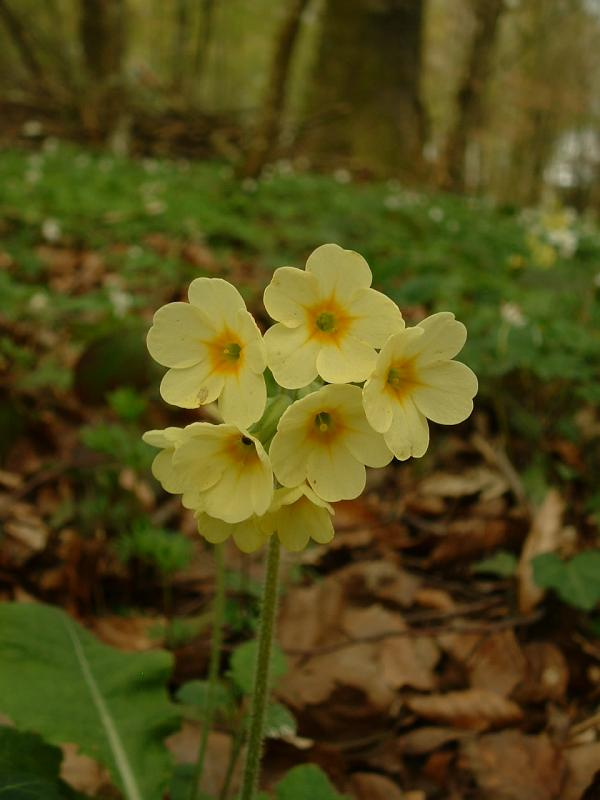
Primula elatior
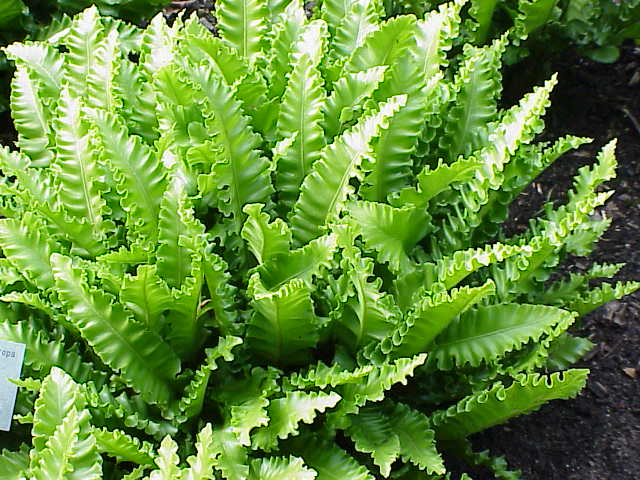
Аспленій сколопендровий (Asplenium scolopendrium)
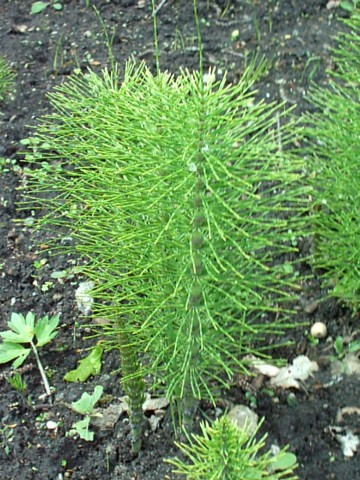
Хвощ великий (Equisetum telmateia)